# Bartolomeu Perestrelo
Bartolomeu Perestrelo, född omkring 1395, död 1457, var guvernör på Porto Santo. Han var gift med Isabel Moniz och tillsammans fick de dottern Filipa Moniz som 1479 gifte sig med Christopher Columbus.